# Xantholobus arenatus
Xantholobus arenatus är en insektsart som beskrevs av Ball. Xantholobus arenatus ingår i släktet Xantholobus och familjen hornstritar. Inga underarter finns listade i Catalogue of Life.